# 蘇菲爾德角
蘇菲爾德角（英語：Suffield Point），是南極洲的海岬，位於南設得蘭群島的喬治王島，處於菲爾德斯半島，是諾爾馬灣西南面入口處，現時由南極條約體系管理。